# GARNET CROW
GARNET CROW（ガーネット・クロウ）は、日本の男女4人組バンド。略称は「ガネクロ」「ガーネット」「ガネ」。GIZA studioに所属。2013年6月9日の最終ライブをもって解散。

## メンバー
中村由利（なかむら ゆり）
担当：ボーカル、作曲、バックコーラス
GARNET CROWの全楽曲の作曲を行い、ボーカルおよびバックコーラスを担当する。デビュー当時はGARNET CROWの中では唯一の新人であった。デビュー以降はGARNET CROWのフロントパーソンとして、音楽番組のインタビューへの対応やライブの進行役も行う。
AZUKI七（あずき なな）
担当：キーボード、作詞
GARNET CROWの全楽曲の作詞を行う。歌詞中では、無常観、寂寥感、死といった観念や当て字を多用する傾向がある。また、その中で用いられる単語には、神話や宗教、聖書や文学作品に由来しているものもある。
岡本仁志（おかもと ひとし）
担当：ギター、一部のコーラス
GARNET CROWのインディーズデビュー当時の表記は岡本仁。2000年9月頃には既に岡本仁志に改名。GARNET CROWのデビュー以降、並行してソロ活動を開始した。その影響で、2004年以降のライブツアーにおいては、本来ギター担当である岡本がボーカルとしてGARNET CROWの楽曲を1曲歌うコーナーが設けられた。自身のラジオ番組を持っていた。
古井弘人（ふるい ひろひと）
担当：キーボード、編曲
GARNET CROWの多数の楽曲の編曲をしている。ただし、一部の曲はMiguel Sá Pessoa編曲、およびMiguelとの共同編曲。楽曲制作における実務的なリーダーである。他アーティストからも信頼を得ており、演奏・編曲の腕前から「ゴッドハンド」の別名を持つ。ライブにおいては、パフォーマンスとして激しいキーボード演奏を行う。

## 概要
メンバーは音楽制作会社ビーインググループ所属の音楽クリエイターを中心に構成され、ネオアコをルーツとした楽曲を制作している。
結成は1999年、倉木麻衣の全米インディーズデビュー時のデモテープ作成にメンバー4人が携わり、スタジオ制作を通して意気投合したことをその契機とする。中村を除く3人は、バンド結成以前にDEENやZARDの楽曲制作を介して関わりがあった。中村は音楽ディレクターのような表に出ない仕事を志向していたが、周囲からの薦めがあり作曲・ボーカル担当になった。
楽曲制作においては役割分担が明確にされており、作曲・作詞・編曲といった楽曲制作上の根幹部分を、ほとんどの楽曲においてメンバー自身が行っている。特に中村の曲とAZUKI七の詞は、全楽曲の核として位置付けられている。作品はネオアコをルーツとし、デビュー当初、彼らは自身の音楽性を「21世紀型ネオ・ネオアコ」と称した。1999年のデビューから約2年半後の2002年に初のライブツアーを開催し、それ以降は三大都市圏を中心に20回以上の公演を行った。ライブを経験したことでそれを意識した楽曲制作がなされたり、ラテン音楽やカンツォーネなどの要素も楽曲に取り入れた。
メンバーによる個々の音楽活動の背景から、クリエイター集団と紹介するメディアも存在する。
メンバーの個々の経歴には非公表の部分がある。また、2002年のシングル「夢みたあとで」がヒットするまでは、テレビの音楽番組等に一切出演せず、ライブも行わずにいたが、同シングルのヒットを受けて以降は、テレビなどのメディア出演をするようになる。同じビーイング所属のアーティストがマスメディアへの露出を抑える点は、ビーイングのメディア・コントロール戦略によるものとされている。テレビへの出演についてメンバー自身は、非常に緊張するという旨の発言を残している。2002年3月テレビ朝日系の音楽番組『ミュージックステーション』に初出演した際、「出演が決定した際には一週間何も手に付かなかった」ということを司会の武内絵美アナウンサーによって暴露されている。
近年では、ビーイング外部のアーティストとのライブにも参加するようになった。ライブハウスでのライブや新作のプロモーション時には中村と岡本の2名のみでの出演が増えている。
「GARNET CROW」という名前の由来は、ガーネットという宝石の深い紅色にかけて深みのある音楽を志向する意を「GARNET」の語に込め、それに言葉の響きの良さを求めて「CROW」の語を付加したことに起因する。また日本語訳すると『深紅のカラス』という言葉になり、この言葉の不気味さが心に残る点もあわせて考慮された。
1999年 - 2013年までに発売したアルバム（ベスト盤、コンセプトアルバム、リミックス、インディーズ盤を含む）は18作品あり、そのうちメジャー発売された16作品すべてがオリコントップ15ヒット（内13作品がオリコントップ10入りを記録）
シングルは2013年までに34作品をリリースし、その内16作品がオリコントップ10入りを記録。34作品中28作品がオリコントップ20内にランクイン。全34作品がオリコントップ50内にチャートインしている。
DVD作品では2013年までに11作品を発売し、11作品すべてがオリコントップ10入り（うち5作品がトップ3入りし、1作品が1位を記録）。
2014年には全シングル作品と全アルバム作品、PV、未公開写真集などが収められたPREIMUM BOXを、2015年にはBlu-ray化されたLIVE5作品と未公開映像が納められたPREMIUM Blu-ray BOXを発売。これらはMusingで完全予約生産で発売され、現在は生産されていないため入手困難な作品となっている。
2020年にはデビュー20周年を記念して、GARNET CROW 20th Anniversary企画が行われた。主な内容として、GARNET CROWへのメッセージ募集、YouTubeでのMV公開、Tシャツやグッズの販売、上記のPREMIUM BOXとPREMIUM Blu-ray BOXの予備保管分の再販売、 LIVE Blu-ray「GARNET CROW livescope 2013 ～Terminus～」の発売、サブスクリプションサービス配信開始などがあげられる。なお、コロナ禍の影響で様々な企画が中止となっている。
2021年6月、デビュー20周年記念企画の続報が発表されるとともに、音楽配信サービスのサブスクリプションが解禁された。

## 来歴
1999年から2005年までの来歴に関しては、2005年発表のベストアルバム『Best』の付属ブックレットに記載されている「GARNET CROW HISTORY」、および公式ブック『GARNET CROW photoscope 2005 〜5th Anniversary〜』記載の「GARNET CROW HISTORY」にて、各年ごとの形式でまとめられている。前掲2冊に共通して掲載されている事項については脚注を省略する。また、各CDの発売年月日・オリコン順位、ライブツアーについてはそれぞれ作品・ライブ・イベント内のリストを参照のこと。
- 1999年
  - 秋、それぞれクリエイターとして活動していたメンバー4人が意気投合し、GARNET CROWとしての活動を開始する（結成時の状況については「お見合いをしたような感じ」というAZUKI七の発言もある[17]）。
  - 12月4日にミニアルバム『first kaleidscope 〜君の家に着くまでずっと走ってゆく〜』を発売し、インディーズデビューする。リリースは新レーベルのTENT HOUSEでJASON ZODIACと共に新人としてデビューした。
- 2000年
  - 2月、ミニアルバム『first kaleidscope 〜君の家に着くまでずっと走ってゆく〜』が、京都のFM局α-stationのインディーズチャートで3週連続1位を記録した。
  - 3月29日、『Mysterious Eyes』『君の家に着くまでずっと走ってゆく』の2枚同時発売シングルでメジャーデビューし、それぞれFM局でパワープレイに選ばれた。『Mysterious Eyes』は発売後、オリコンチャート100位以内に10週間チャートインするというロングヒットとなった。
  - 11月8日、岡本仁志がシングル『First fine day』でソロデビュー。
- 2001年
  - 1月31日、メジャー1枚目のアルバム『first soundscope 〜水のない晴れた海へ〜』（オリコン6位初登場）を発売。同日、AZUKI七が詩集『80,0』を発売した。
  - 6月20日、岡本が2枚目のソロシングル『Sweet×2 Summer Rain』を発売。
  - 12月5日発売のコンピレーションアルバム『GIZA studio R&B RESPECT Vol.1 -six sisters selection-』に、中村がGroove Theory「Tell Me」のカバーで参加した。また、同月15日のインターネットライブ『GIZA studio R&B PARTY at the"Hills パン工場" ［堀江］vol.1』にも同曲で出演した。
- 2002年
  - 1月12日、岡本がFM局α-stationでラジオ番組『PASTIME PARADISE』を開始。同月スタートの倉木麻衣のライブツアー『Mai Kuraki Loving You... Tour2002』では、古井が全曲のライブアレンジを行った[19]。
  - 3月13日発売の10枚目のシングル『夢みたあとで』がオリコン週間シングルチャート6位を記録し、日本テレビ系『AX Music Factory』・『速報!歌の大辞テン』、テレビ朝日系『ミュージックステーション』、テレビ東京『月刊MelodiX!』『MUSIX!』、TBSテレビ『CDTV-Neo』などのテレビ番組に出演した。
  - 3月20日、岡本が1枚目のソロアルバム『a first fine day』を発売。
  - 6月、メンバー司会の番組『GARNET TIME』がThe MUSIC 272で放送開始した。
  - 7月17日発売のコンピレーションアルバム『GIZA studio MAI-K & FRIENDS HOTROD BEACH PARTY』に、中村がJAN AND DEAN「THE LITTLE OLD LADY PASADENA」のカバーで参加した。同アルバム収録の「G.T.O」ではゲストボーカルとして参加した。
  - 10月10日、オフィシャルファンクラブ『G-NET』が設立される。
  - 10月10日 - 12月16日、GARNET CROWとして初のライブツアー『GARNET CROW LIVE TOUR 2002 〜first live scope〜』を開催。
  - 12月27日、『ミュージックステーションスペシャル "スーパーライヴ2002"』に出演し、2002年最後の活動を終えた[19]。
- 2003年
  - 1月の『Windows Media 9スペシャルライブ』および2月に東京および大阪で行われた『GIZA studio バレンタインコンサート』にて、倉木麻衣、愛内里菜と共演。3月にhills パン工場でスタートした『THURSDAY LIVE』へゲスト出演した。
  - 前年より放送されていた『GARNET TIME』も、メンバーの楽曲制作専念を理由に10月23日（初回放送）をもって放送休止となる[20]。
  - 11月12日、3rdオリジナルアルバム『Crystallize 〜君という光〜』を発売。
  - 11月26日発売のTAK MATSUMOTOのアルバム『THE HIT PARADE』では、中村がカルメン・マキ&OZ『私は風』のカバーで参加した。
- 2004年
  - 1月27日 - 2月13日、2度目のライブツアー『GARNET CROW live scope 2004 〜君という光〜』を開催。
  - 1月22日・8月5日・11月4日、『THURSDAY LIVE』において岡本がソロライブ「OKAMOTO NIGHT」をhills パン工場で開催し、中盤から他のメンバー3人がゲストという形で登場しGARNET CROWの楽曲を披露した。また、12月30日、同会場にて「GARNET NIGHT」を開催した。
  - 12月8日、4thオリジナルアルバム『I'm waiting 4 you』を発売。
- 2005年
  - 1月21日 - 2月3日、3度目のライブツアー『GARNET CROW live scope 2005 〜I'm waiting 4 you & live〜』を開催。
  - 3月30日、GARNET CROW制作曲として初の提供となる岩田さゆり『空色の猫』が発売された。
  - 10月26日、初のベストアルバム『Best』を発売。
  - 前年同様に岡本のソロライブへ全員出演した。
- 2006年
  - 9月13日に発売されたシングル『まぼろし』は初のドラマ主題歌に起用され、オリコン7位初登場を記録した。
  - 10月4日、5thオリジナルアルバム『THE TWILIGHT VALLEY』を発売。
  - 12月、4度目のライブツアー『GARNET CROW livescope 2006 〜THE TWILIGHT VALLEY〜』を開催。
  - この年に発売した『今宵エデンの片隅で』『まぼろし』『THE TWILIGHT VALLEY』の3作品でデジパック仕様を行った。
- 2007年
  - 10月20日、京都仁和寺においてスペシャルライブ『GARNET CROW Special live in 仁和寺』を開催。
- 2008年
  - 3月12日、6thオリジナルアルバム『LOCKS』を発売。
  - 8月、5度目のライブツアー『GARNET CROW livescope 2008 〜Are you ready to lock on?!〜』を開催。
  - 10月22日、28枚目のシングル「百年の孤独」を発売。初めて映画主題歌に起用された。
- 2009年
  - 9月30日、7thオリジナルアルバム『STAY 〜夜明けのSoul〜』を発売。
  - 10月2日 - 11月25日、6度目のライブツアー『GARNET CROW livescope 2009 〜夜明けのSoul〜』を開催。
  - 12月31日、初のカウントダウンライブ『GARNET CROW Special Countdown Live 2009-2010』を開催。派生バンド「MINIQLO」結成を発表。
- 2010年
  - 2月10日、2枚目となるベストアルバム『THE BEST History of GARNET CROW at the crest...』を発売。
  - 2月27日 - 3月27日、メジャーデビュー10周年を記念し『GARNET CROW Happy 10th Anniversary livescope2010 〜THE BEST TOUR〜』を開催。
  - 4月14日、31枚目のシングル『Over Drive』（劇場版『名探偵コナン 天空の難破船』主題歌）を発売し、オリコン週間チャートでは過去最高の4位を記録した。
  - 8月26日、東京シティ・フィルハーモニック管弦楽団と共演した『GARNET CROW Symphonic Concert 2010 〜All Lovers〜』を開催。
  - 12月8日、8thオリジナルアルバム『parallel universe』を発売。
  - 12月12日 - 12月26日、『GARNET CROW livescope 2010+ 〜welcome to the parallel universe!』を開催。
  - 12月31日、2度目のカウントダウンライブ『GARNET CROW Special Countdown Live 2010-2011』を開催。
- 2011年
  - 6月29日、1年2か月振りの発売となるシングル『Smiley Nation』とライブDVD『GARNET CROW livescope 2009 〜夜明けのSoul〜』『GARNET CROW livescope 2010+ 〜welcome to parallel universe!〜』を同時発売。
  - 8月10日、初の野外ライブとなる「音霊 OTODAMA SEA STUDIO」に中村と岡本が出演した。
  - 12月7日、9thオリジナルアルバム『メモリーズ』を発売。
  - 12月31日、3度目のカウントダウンライブ『GARNET CROW Special Countdown Live 2011-2012』を開催。
- 2012年
  - 3月4日 - 3月18日、1年半ぶりとなるライブツアー『GARNET CROW livescope 2012 〜the tales of memories〜』を開催。
- 2013年
  - 3月20日、10thオリジナルアルバム『Terminus』を発売。
  - 3月23日 - 3月30日、『GARNET CROW livescope 2013 〜Terminus〜』を開催。
    - ツアー最終日となる3月30日のTOKYO DOME CITY HALL公演終了後、5月・6月に東京・大阪で行われるライブをもって解散することを発表。同時にベストアルバムのリリースも発表した。

  - 5月22日、ベストアルバム『THE ONE 〜ALL SINGLES BEST〜』を発売。
  - 5月24日 - 6月9日、解散ツアー『GARNET CROW livescope 〜THE FINAL〜』を開催。
    - ツアー最終日の6月9日、大阪国際会議場 グランキューブ大阪でラストライブを開催し解散。

### 解散後
- 2013年
  - 10月9日、リクエストベストアルバム『GARNET CROW REQUEST BEST』とライブDVD『GARNET CROW livescope 〜THE FINAL〜』を同時発売。
- 2014年
  - 3月15日 - 3月22日、2013年に開催された『GARNET CROW livescope 2013 ～Terminus～』のライブ映像を中心としたフィルムコンサート『GARNET CROW filmscope 2014 ～Smile & Jump～』をZepp Tokyo・堂島リバーフォーラムで開催。
  - 4月7日、『GARNET CROW PREMIUM BOX』を完全予約生産で発売。
  - 12月24日、バラードベスト『GARNET CROW BEST OF BALLADS』を発売。
- 2015年
  - 3月27日、『GARNET CROW PREMIUM blu-ray BOX』を完全予約限定生産で発売。
  - 3月29日、GARNET CROWデビュー15年を迎えた記念として大阪・アメリカ村Rozetta CafeにてGARNET CROWミニ・パネル展を開催。
- 2020年
  - 3月29日、デビュー20周年を記念して、GARNET CROW 20th Anniversary企画の始動を発表[21]。ただし、これに関して古井がTwitterで「再結成ではない」と公言している[22]。
  - 6月5日、GARNET CROW 20th Anniversaryの特設サイトがオープン[23]。また、併せて期間限定で公式Twitterが開設された。
  - 8月1日、公式のInstagramアカウントを期間限定で開設。
  - 11月9日、公式のYouTube Channelが開設され、全シングルを含む44曲のMusicVideoが公開された[24]。
- 2021年
  - 3月24日、ライブBlu-ray『GARNET CROW livescope 2013 〜Terminus〜』を発売。
  - 6月30日、サブスクリプションサービスにて全曲配信開始。
- 2022年
  - 4月29日 - 4月30日、大阪・堂島リバーフォーラムにて映像上映会、写真展を開催。
- 2023年
  - 5月3日 - 5月5日、大阪・hills パン工場にてGARNET CROW filmscope ～happy 20th anniversary～ @hills パン工場を開催。

古井と岡本は他アーティストの編曲の担当やライブのゲスト出演を行っている。AZUKIは2013年12月にMEGへ作詞提供を行って以降活動が長らくなかったが2023年に入りRainy。へ2作品作詞提供をしている。中村は解散後から2023年現在まで全く活動がない。

## 担当楽器
主に楽器を担当するのは岡本仁志、古井弘人、AZUKI七の3人である。岡本はギターを担当し、古井とAZUKI七はキーボードを担当する。場合によってはAZUKI七のフルート、中村由利のタンバリンが演奏されたこともあった。
古井とAZUKI七はキーボードを担当する点で共通するが、使用する機材の数や音色が異なる傾向にある。古井は複数のキーボードを使用するのに対して、AZUKI七は2004年の2ndライブツアー以来、1種類のみのキーボードを使用している。また、古井はシンセサイザーやハモンドオルガンなどの多彩な音色を使い分ける傾向にあるのに対して、AZUKI七はピアノの音色を中心に使用している。1stDVDにおいては、古井の担当は「Keyboards」、AZUKI七の担当は「Pianos」と表記された。
レコーディングやライブでメンバーが使用する楽器類は時期によって若干異なり、その全てが明らかになっているわけではないが、いくつか確認できるものを以下に示す。

### AZUKI七の使用楽器
AZUKI七が使用したシンセサイザーは、以下のものがある。
- コルグTRITON
- ヤマハ S90
- ヤマハ MOTIF ES8
- ローランド A-90EX
- ローランド RD-600
- ヤマハ CP1

AZUKI七の使用するS90は、2ndライブツアー中盤より白いカバーが掛けられ、AZUKI七専用の仕様となった。また、ローランド製の2機種は、2002年の1stライブツアー映像の数カ所のみで確認できる。この他、「Timeless Sleep」プロモーションビデオなどではコルグのTRITONを使用、「夢みたあとで」「スパイラル」プロモーションビデオなどではヤマハのクラビノーバを使用した。

### 岡本仁志の使用楽器
岡本仁志#使用楽器を参照のこと。

### 古井弘人の使用楽器
古井弘人が使用したキーボードは、以下のものがある。
- シンセサイザー
  - ヤマハ・MOTIFシリーズ 7 / ES6 / ES7 / ES8 / XS7
  - ローランドAX-Synth
- ハモンドオルガン
  - HAMMOND XB-1
  - HAMMOND XB-2
  - HAMMOND New B-3

こうしたシンセサイザーとオルガンの併用が多い。初めて使用楽器を公表したのは2000年発表の「flying」プロモーションビデオにて、その際はコルグのTRITONとZ1を使用した。2004年のライブツアーではMOTIF 7を3台準備し、ストリングス系の音色、パッド・効果音の音色、シンセリードの音色と使い分けている。2005年の3rdライブツアーでは今まで使用していたMOTIFシリーズを一新し、MOTIF ESシリーズの3機種を使用。2007年に行われたGARNET CROW film scope 2007以降はこれに加えて、後継機種であるMOTIF XS7を一部使用。2008年に行われた『livescope 2008 〜Are you ready to lock on?!〜』ではMOTIF XS7を2台使用するなど、年代に合わせて機材を使い分ける傾向が見られる。2009年に行われた『livescope 2009 〜夜明けのSoul〜』以降では、アンコールにてショルダータイプのシンセサイザー、ローランド・AX-Synthを用いるようになった。
このほか、「夢みたあとで」プロモーションビデオなどではHAMMOND XB-2を、「君を飾る花を咲かそう」プロモーションビデオや2002年に行われたfirst live scopeではHAMMOND XB-1を使用した。

## 楽曲制作

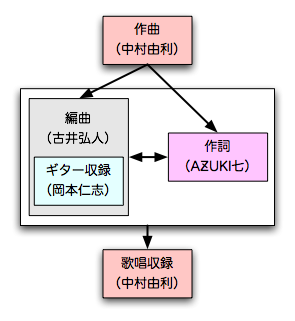
楽曲制作の基本的な流れ

楽曲制作においては、まず中村由利によるメロディーラインの作曲が先行する。先に作詞が行われたり、事前に詞のテーマを設定するようなことは全くない。中村の作成したデモテープをもとに、AZUKI七による作詞、古井弘人による編曲、岡本仁志によるギターの収録が行われる。編曲後に詞が完成することもあれば、詞と編曲がほぼ同時に仕上がる場合もあったという。こののち再度中村による歌唱収録が行われ完成となる（右図参照）。ただしそれ以降に2年近く練り直された楽曲もある。詳細は以下の通り。

### 作曲・制作曲選定
中村による作曲は、主にピアノを用いて行われる。基本となるメロディーは、ふと思いつく場合もあれば、気に入ったコードから展開する場合もある。完成したメロディーは簡単な英語で歌われ、2番までデモテープに収録する。
2008年のインタビューによればメロディーとコードがつけられた後、中村によって簡単なアレンジがMacintoshで行われるという。ある程度のイメージが伝わる程度にドラムループ、ストリングス、ディストーションギターなどがキーボードで入力される。中村が使用するソフトはVisionであり、音源はSC-88 Proを愛用している。
このように通常はメロディー先行で作曲されるが、2007年発表の「世界はまわると言うけれど」制作時には、ドラムループを聞きながらメロディーを乗せるというリズム先行の手法が初めて用いられた。
作成されたデモテープのなかから、GARNET CROWとして制作に入る曲が選定される。この選定はGARNET CROWの手によるものだけではなく、「君の思い描いた夢 集メル HEAVEN」など、曲をタイアップに起用する企業側によって行われる場合もある。ただし、作品内容とタイアップの関係は必ずしも一定ではなく、「籟・来・也」のように編曲、作詞を経て既に完成していた作品を企業側がタイアップに起用した場合もある。タイアップとの関わりについては後述の楽曲制作とタイアップの節も参照のこと。

### 編曲・ギター収録
古井による編曲は、コンピュータとシンセサイザーを使用した打ち込みを基本とし、専用の部屋で行われている。具体的内容については古井自身がインタビューで簡潔に説明しており、自分の作業は簡単なメロディーにドラム・ベースなどの音を加え、イントロや間奏の長さを決定し、楽曲としてまとめあげることであると答えている。
2008年のインタビューによると、楽曲の方向性は、中村のラフアレンジによる楽器の音やフレーズによって練られている。古井はそこからボーカルのデータだけを活かして、楽器の音を新規にフレーズ化して再構築する。当時の機材は、Power Mac G5にインストールされたPro ToolsとLogic Pro 8であり、鍵盤としてMOTIF XSを挙げている。主にソフト音源を使用し、ピアノはNative Instruments AKOUSTIK PIANO、オルガンは同社のB4、ドラムはFXpansion BFD、バスドラムはLinplugのRMIVというように、パーツごとに使い分ける。
アレンジの段階で打ち込みパートを作り終え、ギターなど手弾きする楽器だけをスタジオで録音し、音を差し替える。ギターの収録は、古井と岡本で話し合いながら具体的に旋律を決定していく形で行われていく。起承転結を重視し、楽曲中の二胡の音と競い合ったり、オルガンとハーモニーを形成したり、ガラスのボトルネックを使用するなどの試みも行われている。鍵盤楽器のレコーディングは、古井はオルガンやシンセ系、AZUKI七がピアノと、それぞれ担当を振り分けている。

#### ミゲル・サ・ペソアによる編曲
基本的には古井単独による編曲がほとんどではあるが、ボストンの音楽制作会社Cybersoundに所属するMiguel Sá Pessoa（ミゲル・サ・ペソア）という人物に依頼されたこともある。ピアノ主体の伴奏を特徴としており、楽曲「水のない晴れた海へ」や「永遠を駆け抜ける一瞬の僕ら」などを編曲した。ミゲル・サ・ペソアは日本語の歌詞を理解しておらず、歌詞の意味から離れて編曲を行っており、楽曲の新視点を提示しているとしてメンバーからの評価が高い。しかし、2006年の「まぼろし 〜album arr.〜」以降は参加しておらず、ビーイング関連の編曲も数が減っている。

### 作詞
作詞はAZUKI七に一任されている。中村からデモテープを受けとり、部屋のCDデッキのおける場所で、AZUKI七自身の身体が就寝寸前の状態になったのちに作詞を開始する。この状況で作詞を行う理由は、感覚が開放され創造的な脳の状態にあえて持ち込むためである。AZUKI七はGARNET CROW以外のアーティストに対しても作詞を行っているが、特に中村の曲に詞をつける場合はその傾向が強い。2008年のインタビューの際も同様に、作詞の7つ道具として1から4まで「無心」、あとは「デモテープ」「CDデッキ」「筆記用具」を挙げており、とにかく無心になり先入観を排除して、メロディと声の世界に浸れば情景や言葉はついてくるとの旨を述べている。
歌詞の内容は、AZUKI七の感情を入れずにメロディからのイメージのみを読み取って主に書き上げられているが、時にはメロディと対話するような形で言葉が出てくるのを待つこともあるという。歌詞のモチーフとしては19世紀後半の作家オスカー・ワイルドの『ドリアン・グレイの肖像』を挙げたことがある。作曲時に中村が曲に対して想定したイメージは、作詞時のAZUKI七には伝えられていないけれども、双方が一致する場合が多い。特にシングル曲「君を飾る花を咲かそう」では、完全にイメージが一致し、お互いに驚愕したというエピソードが残されている。
基本的には上記の通り、AZUKI七ひとりによる個人作業だが、例外もある。楽曲「夏の幻」の制作時には、スタッフに囲まれながら作詞を行った。また、楽曲「夢・花火」の制作の際には、AZUKI七が以前からメロディに載せたいと考えていたお経の文言を歌詞に入れたが、中村から「聴く人も怖くなってしまうから」と英語に差し替えるよう促された。修正後、その部分自体もメロディーごと大幅に削られた。

### 歌唱収録・調整
作詞・編曲ののち、中村の歌唱が収録され完成となる。中村による歌唱は、詞の内容にはあまり深入りせず、伴奏に合わせて強弱やニュアンスをつける形で行われている。この点については作詞担当のAZUKI七からも、歌詞解釈や意味付けをせずに歌ってほしいと述べている。歌唱収録自体は一度きりで終わった場合から夜通しで行われた場合まであるが、中村本人は歌唱収録の時間帯は昼間がベストとしている。歌唱収録で使うマイクは、中村の声と相性の良いビンテージのU67（ノイマン）を使用し、コーラス録りではローの少ない別のU67に使い分けている。
収録した音素材を適切なバランスにまとめるミキシングの作業については、楽曲「未完成な音色」やアルバム『LOCKS』でミキシングを手がけたミキサーの中島顕夫がインタビューに答えている。中島によれば、良いミックスであることは当然だが、ミキシングによる音響効果を聞き手に意識させないことに留意して調整が行われている。また、通常は複数のエンジニアによってアルバム制作が行われているため、アルバムの全体像はあまり考慮されていない。ただしアルバム『LOCKS』制作時に限っては、事前に予定曲順が知らされていたため、やや全体像を意識して制作が行われた。ミキシングにおけるボーカルのエフェクト処理に関しては中村もこだわっており、「ボーカリストが唯一遊べるポイント」としてエンジニアにリクエストすることも多い。

### 収録曲選定・発売
こうして個々の楽曲が完成した後も、それがすぐに発売されるとは限らない。CDに収録する曲の選定や順序は、各曲の完成度や曲同士のバランス等の理由から、発売直前まで検討されている。その一例としては、2回の収録延期がされた楽曲「Float World」がある。この曲は、当初2003年9月10日発売のCDシングル「君という光」に収録される予定の曲として公表された。しかし、その直後に収録予定曲から外されている。再度この曲が公表されたのは、2か月後の11月12日発売のCDアルバム『Crystallize 〜君という光〜』の収録予定曲としてであり、それについての岡本の解説も音楽雑誌に掲載された。しかし、再度収録予定曲から外され、最終的には2004年1月14日発売のシングル「僕らだけの未来」のカップリング曲として収録、発売された。このように収録予定のCDが次々と変わった理由は、他の収録曲とのバランスを考えた上でのことであった。
シングルやアルバムを発売する際は、プロモーションビデオやジャケット写真の撮影などが行われる。撮影場所は兵庫県、大阪港近郊等が撮影場所として紹介されたことがある。ジャケット写真やCDのデザインは、他のGIZA studio所属アーティストの作品も手がける森美保や小島巖らによって制作されており、撮影された写真などはそれぞれの著書としてまとめられた。また、メンバーのAZUKI七による写真もジャケットの一部として用いられることがあり、『first kaleidscope 〜君の家に着くまでずっと走ってゆく〜』や「二人のロケット」のジャケット写真はその一例である。このほか、2006年にシングルCD「今宵エデンの片隅で」のジャケット撮影が行われた際には、ボーカルである中村によって撮影の指示がされている。

### その他
こうした作曲・編曲・作詞・歌唱収録の各工程は、各メンバーそれぞれの個人作業の傾向が強い。この傾向は結成当初から同じであり、楽しみながら制作するバンドというよりも、役割分担を明確にして洗練された楽曲制作集団を各メンバーが目指していたことに起因する。そのため、メンバー同士の意見交換や立ち会いがされるかどうかは流動的である。2001年当時にはメンバー同士の話し合いは当然のこととされていたが、2003年には話し合いなしでレコーディングは進んだ。
また、一旦完成した楽曲が状況によって、再度古井の編曲によってキーやテンポが調整されたり、AZUKI七によって詞に変更が加えられたこともある。その具体例としては、楽曲「僕らだけの未来」のたどった変遷がある。「僕らだけの未来」は、当初は砂丘を意味する「サンドヒル」という名で制作が行われており、スパニッシュなけだるいラテン系の曲であった。その後、シングル化に伴ってテンポの速いロック調の曲に再編曲され、タイトルも「僕らだけの未来」となり、歌詞も変更された。

#### サポートメンバーおよび関係者
メンバーには専門のベーシストやドラマーがいないため、そうした音色は先述の通り、古井弘人による打ち込みによって構成されるが、いくつかの楽曲収録時にサポートメンバーが参加した場合もある。その多くはメンバーと同じビーインググループ所属のスタジオ・ミュージシャンや、同グループと関わりのある編曲者である。特に大賀好修や、Miguel Sá PessoaをはじめとしたCybersoundメンバーの参加割合が高い。参加記録はCDのブックレットのほか、各ミュージシャンの公式ウェブサイトにも残されている（詳しくは節末に一覧表として示す）。またライブの際には、以下のメンバー等が加わることもある。
- 大賀好修（ギター）
- 岩井勇一郎（ギター）
- 苅田盛介（ギター）
- 大橋雅人（ベース）
- 麻井寛史（ベース）
- 車谷啓介（ドラム）
- David C.Brown（ドラム）
- 山口‘PON’昌人（ドラム）
- 黒瀬蛙一（ドラム）
- 池田大介 （指揮、ストリングスアレンジ）
- 福田和希（コーラス）
- 日向寺咲（コーラス）GIZAクリエイターズスクール（現在のギザミュージックスクール）受講生
- 中平彩子（コーラス）GIZAクリエイターズスクール（現在のギザミュージックスクール）受講生
- 吉田眞由美（コーラス）GIZAクリエイターズスクール（現在のギザミュージックスクール）受講生
- 大平由美子（コーラス）GIZAクリエイターズスクール（現在のギザミュージックスクール）受講生

楽曲およびライブのエグゼクティブプロデューサー名については、KANONJI（もしくはKANONJI ROCKAKU）と表記されている。

#### 楽曲制作とタイアップ
タイアップ先で多いのは、テレビアニメ番組の『名探偵コナン』と『メルヘヴン』である。『名探偵コナン』は2000年から2011年の間に11曲（但し、劇場版は2013年現在、2010年の『Over Drive』のみ）、『メルヘヴン』は2005年から2007年で6曲のタイアップが行われた。
作曲前からタイアップが決定している場合、「メジャー感のある明るい曲」といったようなテーマを中村がスタッフから受け取り、そのテーマに沿って作曲されるが、あまり形に拘りすぎないようにバランスが考慮されている。作詞においても一定のテーマに沿って書かれており、AZUKI七は「メルヘヴン」のタイアップが決定した際、原作単行本をすぐに買いに行き、原作と沿うように歌詞を制作した。編曲の際は、後に楽曲に合わせてアニメーションが作成されることを想定し、タイアップがエンディング曲の場合はアニメの余韻が残るように編曲された。
こうした楽曲制作側の配慮に対して、『メルヘヴン』の作者である安西信行は、シングル「風とRAINBOW／この手を伸ばせば」「この手を伸ばせば／風とRAINBOW」の裏ジャケット用にメンバー4人の肖像を描いた。この肖像に関してはメンバーの意向が一部取り入れられており、AZUKI七の胸元に描かれたゾンビタトゥーの模様は、本人のリクエストによるものである。中村は実際に安西と会い握手も交わしており、漫画家という職業は何かをクリエイトするという点で、音楽家と同じ匂いがするとの旨を述べている。更に新装版最終巻にも感謝の気持ちを込めてメンバーのイラストを描き下ろしている。

## 評価・音楽性

### メンバー自身による評価・音楽性の解説
楽曲の音楽性についてメンバー自身が語ったところによれば、楽曲のルーツはネオアコであり、各楽曲はそれを進化させた「21世紀型ネオ・ネオアコ」や、ポップな中に憂い・儚さ・暖かさを含んだもの、多国籍でノスタルジックなものなどがある。こうしたGARNET CROWの要素を一曲で示しているのは楽曲「Anywhere」であるという。楽曲の魅力は、デジタルな音とアナログな音の両方を融合させている点であるとする。制作する楽曲について重要な点は、スタンダードで良い音楽だと感じられるか否かであり、いつまでも大事にされる音楽を追求している。また、2002年にライブを経験したことは重要な転機であり、聴き手に必要とされていることが実感でき、制作意欲も高くなり、楽曲制作へそれが反映された。ライブ以前では楽曲制作の段階で楽曲が完成するという意識であったが、ライブを想定することによって楽曲が成長し、ライブの様子をイメージしながら話し合って作成する場合も出てきた。ライブを通して得た聴き手に支えられているという実感は、4thアルバムの『I'm waiting 4 you』という名前に込められたという。

### 雑誌ライターおよび評論家による評価・音楽性の解説
中村の歌声はデビュー当初、中性的なアルトの声域のために、女性ではなく男性に間違えられたという。デビューから約3年後、2003年の「GIZA studio バレンタインコンサート」の際には、同じライブを複数の雑誌社がそれぞれ個別に取材した。中村の声に対して雑誌『My Birthday』では、外国語のように聞こえる不思議な魅力があると評し、『WHAT's IN?』ではふくよかな声であると評し、また『ザッピィ』ではせつなさとはかなさの中に温かな体温を含んでいると評した。その後、楽曲のリリース時やライブの際にもその都度中村の声については評価がなされており、2005年には透明感と共に落ち着きのある歌声、2007年にはぬくもりのあるボーカルであると評価された。
AZUKI七の歌詞については、深みのある詞・情緒豊かで繊細な歌詞・苦しみや悲しみを知った上での優しさが感じられるなどと各雑誌では評された。2007年発売の『別冊宝島1474 音楽誌が書かないJポップ批評50 ZARD&アーリー90'sグラフィティ』誌上では、歌詞が哲学の領域に踏み込んでいると指摘された。また2003年には音楽ライターの渡辺淳が、バンドやボーカルが比較的穏やかな印象であるのに対し、歌詞には激しく揺れる思いや深い感情が描き出されているのではないか、との意見をAZUKI七に対して直接指摘した。これに対してAZUKI七は、優柔不断な部分を抱えつつ物事を見ている点が歌詞に表れたのではないか、との旨を返答した。
サウンドの質や世界観については、全てを包み込むような独自のサウンドと世界観と評され、またバンドサウンドなどの温もりと、クールな感覚との微妙なバランスがポイントであるとの指摘もされた。楽曲の質に対しては、音楽ライターの森朋之が音楽雑誌『CDジャーナル』および『VA』誌上にて「楽曲至上主義」の語をもって評価した。音楽的姿勢については、『WHAT's IN?』ライターの竹内美保は、GARNET CROWがアバンギャルドな世界観を創出しつつもポップなところに着地しているという独創性に着目し、ここから「GARNET CROWは音楽的姿勢がパンク」説を唱えた。
GARNET CROWとタイアップの関連については、エンタテイメント評論家の麻生香太郞による次のような指摘がある。レコード会社は、自社がCM枠を持つ番組については確実にタイアップを仕掛ける。たとえば『名探偵コナン』のスポンサーにはビーイングも名を連ねている。そのためビーイング系であるGARNET CROWの楽曲が使用されるのは当然のことである。しかしながらGARNET CROWの楽曲の水準は高いだけに、「単なるアニメ主題歌」として食わず嫌いの人間がいるなら残念、としている。

### その他の評価
オリコンシングルチャートの最高順位の面からは、2002年発売のシングル「夢みたあとで」を画期に平均的な順位が上昇した。2000年から2001年に発売された各シングルの順位は「二人のロケット」の47位から「Last love song」の19位の間であるが、2002年に「夢みたあとで」が最高順位6位を記録して以降の各シングルの順位は、最低でも「籟・来・也」が記録した17位である。最高では2010年のシングル「Over Drive」が記録した4位であり、「夢みたあとで」の記録を更新している。
著名人からの評価や関わりを示すものは数例ある。まずイラストレーターの椋本夏夜は、イラストを描く際のBGMのひとつとしてGARNET CROWを挙げている。つぎにタレントの林丹丹は、「第11回 全日本国民的美少女コンテスト」（2006年8月2日開催）の本選選考時において、歌の題材としてGARNET CROWの「夏の幻」を使用し、芸能界入りを決定づけた。そして声優の藤田咲は、インタビューの際に特に好きなアーティストとしてGARNET CROWを挙げた。曲に物語性や深みがあることを指摘しており、実際に会いたいと述べた。また、NMB48の山本彩、AKB48の佐藤すみれは共に好きな歌手にGARNET CROWを、好きな曲に「夏の幻」を挙げている。漫画家のいしいひさいちは、邦楽はGARNET CROWばかり聞くので娘に「ガネ男」と呼ばれると書いており、朝日新聞掲載の「ののちゃん」の吉川ロカシリーズのイメージは中村由利としている。「ののちゃん」にはこの他にも「君 連れ去る時の訪れを」のタイトルがでている漫画などがある。
ファンからの評価については、2005年にビーインググループのフリーペーパー『music freak magazine』誌上において、最も好きな曲のアンケート調査が行われており、当時の評価が明らかになっている。この調査の結果において最も好きな曲の第1位は「夏の幻」、第2位は「夢みたあとで」、第3位は「君 連れ去る時の訪れを」であった。

## 関連メディア
先述の通りGARNET CROWはメディアに露出することは少ないが、継続的にGARNET CROWに関する情報が提供されるメディアがいくつかある。
2009年9月現在、GARNET CROWについての情報が継続して提供されるメディアは公式ウェブサイトや『music freak magazine』、公式ファンクラブの会報などが挙げられる。公式ウェブサイトでは、各人の日記や、主な雑誌掲載、テレビ出演等のスケジュールを確認することができる。『music freak magazine』は主要レコード店で毎月配布されているビーインググループによるフリーペーパーであり、「word scope in M.F.M」と題されたメンバー自身による近況報告が毎月連載されている。2001年9月号より連載を開始し、2005年には連載50回を越えた。公式ファンクラブG-NETからは、会報『Garnet Scope』が年4回発行され、またファンクラブに加入することで、会員限定のイベントへの参加も可能となる。
現在では以上のような関連メディアが存在しているが、過去には『GARNET TIME』や、『J-groove magazine』における取材記事などが存在した。『GARNET TIME』は2002年6月から2003年10月の間、The MUSIC 272 (スカイパーフェクTV!等) で放送されていた番組である。この番組は岡本が主なナレーションを行い、『YURI's Night』『AZUKI's Night』と題して中村およびAZUKI七が各回交替で司会を務めていた。古井もしばしばゲストで出演する等、メンバー全員が携わっているという点が特徴であったが、2003年10月に楽曲制作への専念を理由として番組が休止した。『J-groove magazine』もビーインググループから出版されていたが、こちらはフリーペーパーではなく有料の月刊誌であった。定期連載はないものの、この雑誌専用に撮影されたメンバーの写真などがしばしば掲載されていた。2006年5月号をもって休刊した。また、ポッドキャスティングの『BEING GIZA STUDIO Podcasting』では、毎回ではないが新曲の紹介やメンバーのコメントが配信されていた。ライブドアのネットラジオサービス、およびiTunes Storeにおいて毎週無料で配信されていたが、2006年12月をもって新たな配信を終了した。ただし、過去に放送された回は現在も聴取可能である。

## ディスコグラフィ

### シングル
|      | 発売日         | タイトル                         | 規格品番                            | 最高順位 | 累計売上枚数 | 収録アルバム                            |
| ---- | -------------- | -------------------------------- | ----------------------------------- | -------- | ------------ | --------------------------------------- |
| 1st  | 2000年3月29日  | Mysterious Eyes                  | GZCA-1028                           | 20位     | 61,040枚     | first soundscope 〜水のない晴れた海へ〜 |
| 2nd  | 2000年3月29日  | 君の家に着くまでずっと走ってゆく | GZCA-1029                           | 40位     | 11,890枚     | first soundscope 〜水のない晴れた海へ〜 |
| 3rd  | 2000年5月17日  | 二人のロケット                   | GZCA-1032                           | 47位     | 6,940枚      | first soundscope 〜水のない晴れた海へ〜 |
| 4th  | 2000年9月27日  | 千以上の言葉を並べても...        | GZCA-1044                           | 42位     | 7,790枚      | first soundscope 〜水のない晴れた海へ〜 |
| 5th  | 2000年10月25日 | 夏の幻                           | GZCA-1050                           | 20位     | 40,950枚     | first soundscope 〜水のない晴れた海へ〜 |
| 6th  | 2000年11月29日 | flying                           | GZCA-1055                           | 25位     | 49,350枚     | first soundscope 〜水のない晴れた海へ〜 |
| 7th  | 2001年5月9日   | Last love song                   | GZCA-1072                           | 19位     | 17,630枚     | SPARKLE 〜筋書き通りのスカイブルー〜    |
| 8th  | 2001年8月8日   | call my name                     | GZCA-2005                           | 29位     | 20,120枚     | SPARKLE 〜筋書き通りのスカイブルー〜    |
| 9th  | 2001年11月21日 | Timeless Sleep                   | GZCA-2020                           | 33位     | 15,250枚     | SPARKLE 〜筋書き通りのスカイブルー〜    |
| 10th | 2002年3月13日  | 夢みたあとで                     | GZCA-2031                           | 6位      | 93,300枚     | SPARKLE 〜筋書き通りのスカイブルー〜    |
| 11th | 2002年8月14日  | スパイラル                       | GZCA-2044                           | 7位      | 35,040枚     | Crystallize 〜君という光〜              |
| 12th | 2002年12月11日 | クリスタル・ゲージ               | GZCA-7006                           | 10位     | 26,414枚     | Crystallize 〜君という光〜              |
| 13th | 2003年7月23日  | 泣けない夜も 泣かない朝も        | GZCA-7024                           | 13位     | 23,084枚     | Crystallize 〜君という光〜              |
| 14th | 2003年9月10日  | 君という光                       | GZCA-7031                           | 7位      | 35,190枚     | Crystallize 〜君という光〜              |
| 15th | 2004年1月14日  | 僕らだけの未来                   | GZCA-7037                           | 7位      | 32,102枚     | I'm waiting 4 you                       |
| 16th | 2004年6月16日  | 君を飾る花を咲かそう             | GZCA-7054                           | 11位     | 22,719枚     | I'm waiting 4 you                       |
| 17th | 2004年11月17日 | 忘れ咲き                         | GZCA-4028                           | 14位     | 25,950枚     | I'm waiting 4 you                       |
| 18th | 2005年5月18日  | 君の思い描いた夢 集メル HEAVEN   | GZCA-4040(初回盤) GZCA-4041(通常盤) | 9位      | 27,993枚     | Best                                    |
| 19th | 2005年11月23日 | 晴れ時計                         | GZCA-4055                           | 13位     | 22,071枚     | THE TWILIGHT VALLEY                     |
| 20th | 2006年3月1日   | 籟・来・也                       | GZCA-4066                           | 17位     | 22,023枚     | THE TWILIGHT VALLEY                     |
| 21st | 2006年7月5日   | 夢・花火                         | GZCA-4072(初回盤) GZCA-4073(通常盤) | 15位     | 25,018枚     | THE TWILIGHT VALLEY                     |
| 22nd | 2006年8月16日  | 今宵エデンの片隅で               | GZCA-4078                           | 14位     | 18,941枚     | THE TWILIGHT VALLEY                     |
| 23rd | 2006年9月13日  | まぼろし                         | GZCA-4079                           | 7位      | 18,494枚     | THE TWILIGHT VALLEY                     |
| 24th | 2007年2月21日  | 風とRAINBOW／この手を伸ばせば    | GZCA-4087                           | 6位      | 29,738枚     | LOCKS                                   |
| 24th | 2007年2月21日  | この手を伸ばせば／風とRAINBOW    | GZCA-4088                           | 6位      | 29,738枚     | LOCKS                                   |
| 25th | 2007年7月4日   | 涙のイエスタデー                 | GZCA-4096                           | 10位     | 23,829枚     | LOCKS                                   |
| 26th | 2007年11月14日 | 世界はまわると言うけれど         | GZCA-4100                           | 12位     | 19,414枚     | LOCKS                                   |
| 27th | 2008年8月13日  | 夢のひとつ                       | GZCA-4109                           | 10位     | 15,341枚     | STAY 〜夜明けのSoul〜                   |
| 28th | 2008年10月22日 | 百年の孤独                       | GZCA-4115(初回盤) GZCA-4116(通常盤) | 9位      | 16,543枚     | STAY 〜夜明けのSoul〜                   |
| 29th | 2009年5月20日  | Doing all right                  | GZCA-7141(Type A) GZCA-7142(Type B) | 10位     | 17,055枚     | STAY 〜夜明けのSoul〜                   |
| 30th | 2009年8月19日  | 花は咲いて ただ揺れて            | GZCA-7149(初回盤) GZCA-7150(通常盤) | 14位     | 12,201枚     | STAY 〜夜明けのSoul〜                   |
| 31st | 2010年4月14日  | Over Drive                       | GZCA-7155(初回盤) GZCA-7156(通常盤) | 4位      | 21,776枚     | parallel universe                       |
| 32nd | 2011年6月29日  | Smiley Nation                    | GZCA-7164(初回盤) GZCA-7165(通常盤) | 14位     | 10,133枚     | メモリーズ                              |
| 33rd | 2011年8月31日  | Misty Mystery                    | GZCA-7166(初回盤) GZCA-4135(通常盤) | 9位      | 15,439枚     | メモリーズ                              |
| 34th | 2012年9月26日  | Nostalgia                        | GZCA-7168(初回盤) GZCA-4136(通常盤) | 10位     | 9,973枚      | Terminus                                |

### アルバム

#### オリジナルアルバム
|      | 発売日         | タイトル                                | 規格品番                                                | 最高順位 | 累計売上枚数 |
| ---- | -------------- | --------------------------------------- | ------------------------------------------------------- | -------- | ------------ |
| 1st  | 2001年1月31日  | first soundscope 〜水のない晴れた海へ〜 | GZCA-1061                                               | 6位      | 87,150枚     |
| 2nd  | 2002年4月24日  | SPARKLE 〜筋書き通りのスカイブルー〜    | GZCA-5013                                               | 4位      | 156,410枚    |
| 3rd  | 2003年11月12日 | Crystallize 〜君という光〜              | GZCA-5038                                               | 5位      | 84,071枚     |
| 4th  | 2004年12月8日  | I'm waiting 4 you                       | GZCA-5052                                               | 11位     | 64,347枚     |
| 5th  | 2006年10月4日  | THE TWILIGHT VALLEY                     | GZCA-5091(初回盤) GZCA-5092(通常盤)                     | 4位      | 58,190枚     |
| 6th  | 2008年3月12日  | LOCKS                                   | GZCA-5124(初回盤A) GZCA-5125(初回盤B) GZCA-5126(通常盤) | 5位      | 45,294枚     |
| 7th  | 2009年9月30日  | STAY 〜夜明けのSoul〜                   | GZCA-5196(初回盤A) GZCA-5197(初回盤B) GZCA-5198(通常盤) | 7位      | 31,092枚     |
| 8th  | 2010年12月8日  | parallel universe                       | GZCA-5230(初回盤) GZCA-5231(通常盤)                     | 10位     | 22,911枚     |
| 9th  | 2011年12月7日  | メモリーズ                              | GZCA-5241(初回盤) GZCA-5242(通常盤)                     | 11位     | 19,950枚     |
| 10th | 2013年3月20日  | Terminus                                | GZCA-5250(初回盤) GZCA-5251(通常盤)                     | 9位      | 17,096枚     |

#### インディーズアルバム
| 発売日        | タイトル                                               | 規格品番 |
| ------------- | ------------------------------------------------------ | -------- |
| 1999年12月4日 | first kaleidscope 〜君の家に着くまでずっと走ってゆく〜 | TCR-001  |

#### ベストアルバム
|     | 発売日         | タイトル                                        | 規格品番                                      | 最高順位 | 累計売上枚数 |
| --- | -------------- | ----------------------------------------------- | --------------------------------------------- | -------- | ------------ |
| 1st | 2005年10月26日 | Best                                            | GZCA-5072/5073                                | 4位      | 108,703枚    |
| 2nd | 2010年2月10日  | THE BEST History of GARNET CROW at the crest... | GZCA-5213/5214(初回盤) GZCA-5215/5216(通常盤) | 6位      | 36,349枚     |
| 3rd | 2012年2月29日  | GOODBYE LONELY 〜Bside collection〜             | GZCA-5244/5245(初回盤) GZCA-5246/5247(通常盤) | 7位      | 14,864枚     |
| 4th | 2013年5月22日  | THE ONE 〜ALL SINGLES BEST〜                    | GZCA-5253/5254/5255                           | 9位      | 13,664枚     |
| 5th | 2013年10月9日  | GARNET CROW REQUEST BEST                        | GZCA-5256/5257                                | 9位      | 7,729枚      |
| 6th | 2014年12月24日 | GARNET CROW BEST OF BALLADS                     | GZCA-5268                                     | 55位     |              |

#### リミックスアルバム
| 発売日        | タイトル                                       | 規格品番 |
| ------------- | ---------------------------------------------- | -------- |
| 2005年1月21日 | Cool City Production Vol.8 GARNET CROW REMIXES | TCR-029  |

#### コンセプトアルバム
| 発売日       | タイトル   | 規格品番  | 最高順位 | 累計売上枚数 |
| ------------ | ---------- | --------- | -------- | ------------ |
| 2010年8月4日 | All Lovers | GZCA-5222 | 16位     | 12,404枚     |

### 映像作品
|        | 発売日         | タイトル                                                          | 規格       | 規格品番       | 最高順位 | 最高順位 |
| 音楽類 | 発売日         | タイトル                                                          | 規格       | 規格品番       | 総合類   |          |
| ------ | -------------- | ----------------------------------------------------------------- | ---------- | -------------- | -------- | -------- |
| 1st    | 2003年2月26日  | GARNET CROW first live scope and document movie                   | 1DVD       | ONBD-7022      | 3位      | 10位     |
| 2nd    | 2004年6月16日  | GARNET CROW live scope 2004 〜君という光〜                        | 1DVD       | ONBD-7034      | 3位      |          |
| 3rd    | 2005年7月20日  | "le 5 eme Anniversaire" L'Histoire de 2000 a 2005                 | 2DVD       | ONBD-7050/7051 | 3位      | 12位     |
| 4th    | 2007年6月27日  | GARNET CROW LIVESCOPE OF THE TWILIGHT VALLEY                      | 1DVD(+1CD) | ONBD-7078/7079 | 1位      | 8位      |
| 5th    | 2008年12月17日 | GARNET CROW Special live in 仁和寺                                | 1DVD       | GZBA-8007      | 7位      | 26位     |
| 6th    | 2009年5月20日  | Are You Ready To Lock On?! 〜livescope at the JCB Hall〜          | 2DVD       | GZBA-8008/8009 | 4位      | 10位     |
| 7th    | 2010年8月4日   | GARNET CROW livescope 2010 〜THE BEST TOUR〜                      | 2DVD       | GZBA-8014/8015 | 2位      | 5位      |
| 8th    | 2011年6月29日  | GARNET CROW livescope 2009 〜夜明けのSoul〜                       | 2DVD       | GZBA-8018/8019 | 5位      | 13位     |
| 9th    | 2011年6月29日  | GARNET CROW livescope 2010+ 〜welcome to the parallel universe!〜 | 2DVD       | GZBA-8020/8021 | 4位      | 12位     |
| 10th   | 2012年9月26日  | GARNET CROW livescope 2012 〜the tales of memories〜              | 2DVD       | GZBA-8024/8025 | 5位      | 8位      |
| 11th   | 2013年10月9日  | GARNET CROW livescope 〜THE FINAL〜                               | 2DVD       | GZBA-8026/8027 | 4位      | 7位      |
| 12th   | 2021年3月24日  | GARNET CROW livescope 2013 〜Terminus〜                           | 2Blu-ray   | GZXA-8037      | 10位     | 23位     |

### ボックスセット
| 1st | 2014年4月7日  | GARNET CROW PREMIUM BOX         | 24CD+8DVD |
| 2nd | 2015年3月27日 | GARNET CROW PREMIUM Bru-ray BOX | 6Blu-ray  |

### コンピレーション参加作品
| 発売日         | タイトル                                                     | 規格品番                                        | 最高位 | 参加曲                                                              |
| -------------- | ------------------------------------------------------------ | ----------------------------------------------- | ------ | ------------------------------------------------------------------- |
| 2000年11月29日 | THE BEST OF DETECTIVE CONAN 〜名探偵コナン テーマ曲集〜      | ZACL-1055                                       | 2位    | Mysterious Eyes 夏の幻                                              |
| 2001年12月19日 | GIZA studio Masterpiece BLEND 2001                           | GZCA-5007-8                                     | 13位   | call my name 水のない晴れた海へ                                     |
| 2002年7月17日  | パタパタ飛行船の冒険 オリジナル・サウンド・トラック          | GZCA-5019                                       |        | Naked Story(TV-SIZE)                                                |
| 2002年12月18日 | GIZA studio Masterpiece BLEND 2002                           | GZCA-5025-6                                     | 15位   | 夢みたあとで スパイラル スカイ・ブルー                              |
| 2003年12月10日 | THE BEST OF DETECTIVE CONAN 2 〜名探偵コナン テーマ曲集2〜   | JBCJ-9005/7                                     | 3位    | 夢みたあとで 君という光                                             |
| 2003年12月17日 | GIZA studio Masterpiece BLEND 2003                           | GZCA-5044-5                                     | 33位   | 泣けない夜も 泣かない朝も 永遠を駆け抜ける一瞬の僕ら                |
| 2004年9月29日  | すぽると! MEMORIAL〜Sweat and Tears〜                        | GZCA-5053                                       | 24位   | スパイラル（すぽると！ver.） 僕らだけの未来                         |
| 2004年10月27日 | It's TV SHOW!! 〜TBSテレビ&フジテレビ 主題歌&テーマ曲BEST〜  | JBCJ-9009-10                                    | 46位   | 永遠を駆け抜ける一瞬の僕ら                                          |
| 2006年3月1日   | For you…～花・卒業ソング～（配信限定アルバム）               | （iTunes Store）                                |        | 君を飾る花を咲かそう                                                |
| 2007年3月3日   | For you…2～卒業・LOVEソング～（配信限定アルバム）            | （iTunes Store）                                |        | この手を伸ばせば                                                    |
| 2007年3月14日  | メルヘヴン THEME SONG BEST                                   | GZCA-5098                                       | 130位  | 君の思い描いた夢 集メル HEAVEN 晴れ時計 夢・花火 今宵エデンの片隅で |
| 2007年7月4日   | The Best of Tales                                            | AVCD-23301/B                                    | 18位   | flying                                                              |
| 2007年3月26日  | For you…3～春・旅立ち～（配信限定アルバム）                  | （iTunes Store）                                |        | 夢みたあとで                                                        |
| 2008年8月6日   | THE BEST OF DETECTIVE CONAN 3 〜名探偵コナン テーマ曲集3〜   | JBCJ-9030-1                                     | 5位    | 涙のイエスタデー 忘れ咲き 世界はまわると言うけれど                  |
| 2008年12月24日 | GIZA studio 10th Anniversary Masterpiece BLEND 〜LOVE Side〜 | GZCA-5149                                       | 119位  | 夢みたあとで                                                        |
| 2008年12月24日 | GIZA studio 10th Anniversary Masterpiece BLEND 〜FUN Side〜  | GZCA-5150                                       | 122位  | flying                                                              |
| 2009年12月     | BEST HIT BEING（通販CD）                                     | JDCV-1005～8                                    |        | Mysterious Eyes flying 夢みたあとで                                 |
| 2011年10月12日 | GIZA studio presents -Girls-                                 | GZCA-5233-4                                     | 272位  | call my name Mysterious Eyes 夢みたあとで                           |
| 2011年12月14日 | THE BEST OF DETECTIVE CONAN 4 〜名探偵コナン テーマ曲集4〜   | JBCJ-9042-3 JBCJ-9044-5                         | 5位    | Doing all right As the Dew Over Drive                               |
| 2014年10月22日 | THE BEST OF DETECTIVE CONAN 5 〜名探偵コナン テーマ曲集5〜   | JBCJ 9052（通常盤） JBCJ 9051（DVD付）          | 2位    | Misty Mystery                                                       |
| 2017年3月22日  | 劇場版 名探偵コナン 主題歌集 〜“20”All Songs〜               | JBCZ 9047-8（通常盤） JBCZ 9045-6（初回限定盤） | 6位    | Over Drive                                                          |
| 2020年4月8日   | キミが好きだと叫びたい 〜Love & Yell〜                       | JBCZ-9105                                       | 10位   | Mysterious Eyes                                                     |

### 書籍
| 発売日        | タイトル                                                       | 規格品番                 | 解説 |
| ------------- | -------------------------------------------------------------- | ------------------------ | --- |
| 2003年2月5日  | GARNET CROW『LIVE -GARNET CROW first live scope 2002-』        | ISBN 4-916019-35-0 C0073 | 2002年に行われた1stライブツアーの写真や、 ツアーを振り返ってのメンバーへのインタビュー、 ライブレポートが収録されている。 |
| 2005年1月21日 | GARNET CROW『GARNET CROW photoscope 2005 〜5th Anniversary〜』 | ISBN 4-916019-41-5 C0073 | 2005年の活動5周年を記念して作成された写真集。 メンバー全員へのインタビュー、活動履歴、 作品リストなども収録されている。 |
| 2009年10月    | music freak magazine Flash Back GARNET CROW 10th Memories      |                          | 音楽情報フリーペーパー『music freak magazine』における編集企画「music freak magazine Flash Back Memoriesシリーズ」の第3弾作品。 同誌のGARNET CROWに関する掲載記事が全て収録されている。                                        |
| 2014年        | music freak magazine Flash Back GARNET CROW 10th Memories      |                          | 音楽情報フリーペーパー『music freak magazine』における編集企画「music freak magazine & Es Flash Back GARNET CROW Final Memories」の総集本第2弾作品。 同誌の2009年～2013までのGARNET CROWに関する掲載記事が全て収録されている。 |
| 2014年3月15日 | オフィシャル・スコア GARNET CROW/ピアノ・セレクション          | ISBN 9784285138542       | 初のオフィシャル・ピアノ・スコア ギターとピアノの楽譜付き。全20曲収録。 |
| 2023年        | GARNET CROW photoscope 2000-2013                               |                          | デビュー20周年記念写真集。Musing受注販売。 |

「music freak magazine Flash Back GARNET CROW 10th Memories」はエムアールエム、オフィシャルスコアがドレミ楽譜出版社、その他は株式会社ジェイロックマガジン社がそれぞれ出版。

## 提供曲
- 岩田さゆり「空色の猫」 - GARNET CROWと同じ形態で制作された唯一の提供曲である。

その他のメンバー各個人の提供作品は中村由利、AZUKI七、岡本仁志、古井弘人のそれぞれのページに詳しい記述がある。

## ライブ・イベント
| 名前                                                                                              | 日付               | 会場                                      |
| ------------------------------------------------------------------------------------------------- | ------------------ | ----------------------------------------- |
| GARNET CROW LIVE TOUR 2002 〜first live scope〜                                                   | 2002年10月10日     | 湊町リバープレイスなんばHatch             |
| GARNET CROW LIVE TOUR 2002 〜first live scope〜                                                   | 2002年10月21日     | 赤坂BLITZ                                 |
| GARNET CROW LIVE TOUR 2002 〜first live scope〜                                                   | 2002年10月31日     | Zepp Fukuoka                              |
| GARNET CROW LIVE TOUR 2002 〜first live scope〜                                                   | 2002年12月11日     | SHIBUYA-AX（追加公演）                    |
| GARNET CROW LIVE TOUR 2002 〜first live scope〜                                                   | 2002年12月16日     | 湊町リバープレイスなんばHatch（追加公演） |
| GARNET CROW 神戸大学 六甲祭 スペシャルライブ （初学園祭野外ライブ）                               | 2002年11月10日     | 神戸大学                                  |
| MITSUBISHI MOTORS COLT presents FM Festival'02 GARNET CROW Special LIVE                           | 2002年11月25日     | 名古屋CLUB QUATTRO                        |
| GARNET CROW live scope 2004 〜君という光〜                                                        | 2004年1月27日      | 大阪厚生年金会館大ホール                  |
| GARNET CROW live scope 2004 〜君という光〜                                                        | 2004年2月2日       | 福岡メルパルクホール                      |
| GARNET CROW live scope 2004 〜君という光〜                                                        | 2004年2月4日       | 広島アステールプラザ                      |
| GARNET CROW live scope 2004 〜君という光〜                                                        | 2004年2月7日       | 愛知厚生年金会館ホール                    |
| GARNET CROW live scope 2004 〜君という光〜                                                        | 2004年2月13日      | 渋谷公会堂                                |
| THURSDAY LIVE at hills パン工場 "GARNET NIGHT"                                                    | 2004年12月30日     | hills パン工場                            |
| GARNET CROW live scope 2005 〜I'm waiting 4 you & live〜                                          | 2005年1月21日      | 大阪厚生年金会館大ホール                  |
| GARNET CROW live scope 2005 〜I'm waiting 4 you & live〜                                          | 2005年1月28日      | 愛知県勤労会館                            |
| GARNET CROW live scope 2005 〜I'm waiting 4 you & live〜                                          | 2005年2月3日       | 中野サンプラザ                            |
| GARNET CROW premium live 〜happy 5th anniversary〜 （ベストアルバム「Best」購入応募者対象ライブ） | 2005年12月16・17日 | 大阪市中央公会堂                          |
| GARNET CROW livescope 2006 〜THE TWILIGHT VALLEY〜                                                | 2006年12月6日      | ウェルシティ大阪厚生年金会館大ホール      |
| GARNET CROW livescope 2006 〜THE TWILIGHT VALLEY〜                                                | 2006年12月20日     | 中野サンプラザ                            |
| GARNET CROW Special live in 仁和寺                                                                | 2007年10月20日     | 京都仁和寺                                |
| GARNET CROW livescope 2008 〜Are you ready to lock on?!〜                                         | 2008年8月16日      | JCBホール                                 |
| GARNET CROW livescope 2008 〜Are you ready to lock on?!〜                                         | 2008年8月17日      | JCBホール                                 |
| GARNET CROW livescope 2008 〜Are you ready to lock on?!〜                                         | 2008年8月31日      | 大阪厚生年金会館大ホール                  |
| GARNET CROW livescope 2009 〜夜明けのSoul〜                                                       | 2009年10月2日      | Zepp Nagoya                               |
| GARNET CROW livescope 2009 〜夜明けのSoul〜                                                       | 2009年10月12日     | 横浜BLITZ                                 |
| GARNET CROW livescope 2009 〜夜明けのSoul〜                                                       | 2009年10月18日     | Zepp Fukuoka                              |
| GARNET CROW livescope 2009 〜夜明けのSoul〜                                                       | 2009年10月22・23日 | 湊町リバープレイスなんばHatch             |
| GARNET CROW livescope 2009 〜夜明けのSoul〜                                                       | 2009年10月30日     | Zepp Sapporo                              |
| GARNET CROW livescope 2009 〜夜明けのSoul〜                                                       | 2009年11月7日      | Zepp Sendai                               |
| GARNET CROW livescope 2009 〜夜明けのSoul〜                                                       | 2009年11月24・25日 | 赤坂BLITZ                                 |
| GARNET CROW Special Countdown Live 2009-2010                                                      | 2009年12月31日     | NHK大阪ホール                             |
| GARNET CROW Happy 10th Anniversary livescope2010 〜THE BEST TOUR〜                                | 2010年2月27日      | 東京国際フォーラムホールA                 |
| GARNET CROW Happy 10th Anniversary livescope2010 〜THE BEST TOUR〜                                | 2010年3月6日       | 札幌市教育文化会館                        |
| GARNET CROW Happy 10th Anniversary livescope2010 〜THE BEST TOUR〜                                | 2010年3月16日      | 広島アステールプラザ大ホール              |
| GARNET CROW Happy 10th Anniversary livescope2010 〜THE BEST TOUR〜                                | 2010年3月18日      | 福岡国際会議場                            |
| GARNET CROW Happy 10th Anniversary livescope2010 〜THE BEST TOUR〜                                | 2010年3月20日      | 仙台市民会館                              |
| GARNET CROW Happy 10th Anniversary livescope2010 〜THE BEST TOUR〜                                | 2010年3月25日      | 中京大学文化市民会館プルニエホール        |
| GARNET CROW Happy 10th Anniversary livescope2010 〜THE BEST TOUR〜                                | 2010年3月27日      | 大阪府立国際会議場メインホール            |
| GARNET CROW Symphonic Concert 2010 〜All Lovers〜                                                 | 2010年8月26日      | 東京国際フォーラムホールA                 |
| GARNET CROW livescope 2010+ 〜welcome to the parallel universe!                                   | 2010年12月12日     | 大阪府立国際会議場メインホール            |
| GARNET CROW livescope 2010+ 〜welcome to the parallel universe!                                   | 2010年12月24日     | 名古屋市公会堂大ホール                    |
| GARNET CROW livescope 2010+ 〜welcome to the parallel universe!                                   | 2010年12月26日     | 東京国際フォーラムホールA                 |
| GARNET CROW Special Countdown Live 2010-2011                                                      | 2010年12月31日     | 堂島リバーフォーラム                      |
| GARNET CROW Special Countdown Live 2011-2012                                                      | 2011年12月31日     | 堂島リバーフォーラム                      |
| GARNET CROW livescope 2012 〜the tales of memories〜                                              | 2012年3月4日       | 梅田芸術劇場                              |
| GARNET CROW livescope 2012 〜the tales of memories〜                                              | 2012年3月17日      | TOKYO DOME CITY HALL                      |
| GARNET CROW livescope 2012 〜the tales of memories〜                                              | 2012年3月18日      | TOKYO DOME CITY HALL                      |
| GARNET CROW livescope 2013 〜Terminus〜                                                           | 2013年3月23・24日  | 堂島リバーフォーラム                      |
| GARNET CROW livescope 2013 〜Terminus〜                                                           | 2013年3月29・30日  | TOKYO DOME CITY HALL                      |
| GARNET CROW livescope 〜THE FINAL〜                                                               | 2013年5月24日      | 東京国際フォーラムホールA                 |
| GARNET CROW livescope 〜THE FINAL〜                                                               | 2013年6月8日       | 大阪府立国際会議場メインホール            |
| GARNET CROW livescope 〜THE FINAL〜                                                               | 2013年6月9日       | 大阪府立国際会議場メインホール            |

### OKAMOTO NIGHT名義
岡本仁志のソロライブのうち、結果としてメンバー4人が揃ったもののみを挙げる。
| 名前                                            | 日付                                               |
| ----------------------------------------------- | -------------------------------------------------- |
| THURSDAY LIVE at hills パン工場 "OKAMOTO NIGHT" | 2004年1月22日・8月5日 2005年12月8日 2006年11月30日 |